# Albești (okręg Aluta)
Albești – wieś w Rumunii, w okręgu Aluta, w gminie Poboru. W 2011 roku liczyła 509 mieszkańców.